# Пјаца (Тренто)
Пјаца је насеље у Италији у округу Тренто, региону Трентино-Јужни Тирол.
Према процени из 2011. у насељу је живело 292 становника. Насеље се налази на надморској висини од 768 м.